# Rio Cristalino

O Rio Cristalino é um importante rio que corta o estado de Mato Grosso. Possui grande parte de seu percurso inserido no Parque Estadual do Cristalino e na Reserva Particular do Patrimônio Natural Cristalino.  Suas nascentes estão localizadas na Serra do Cachimbo – PA, e inseridas da Reserva Biológica Nascentes da Serra do Cachimbo.  Isto lhe confere um alto grau de conservação ambiental.
Embora seja mais notável no Mato Grosso, devido ao seu curso mais visível, o Rio Cristalino também desempenha um papel vital na hidrografia do Pará, influenciando diretamente as bacias hidrográficas que o conectam com rios maiores como o  Xingu.